# Chrysomeloidea
Super-famille
Les Chrysomeloidea sont une super-famille de coléoptères créée par Pierre André Latreille (1762-1833) en 1802.

## Liste des familles
- Cerambycidae Latreille, 1802 - capricornes ;
- Chrysomelidae Latreille, 1802 - chrysomèles ;
- Disteniidae Thomson, 1860 ;
- Megalopodidae Latreille, 1802 ;
- Orsodacnidae C. G. Thomson, 1859 ;
- Oxypeltidae Lacordaire, 1869 ;
- Vesperidae Mulsant, 1839.
- Bruchidae

Il y a longtemps, certains auteurs considéraient les quatre familles Cerambycidae, Disteniidae, Oxypeltidae et Vesperidae comme une super-famille à part, une fois appelée Longicornia (Gressitt, 1940), aujourd'hui Cerambycoidea (Latreille, 1802).
Selon Catalogue of Life (18 janvier 2023) :
- Cerambycidae
- Chrysomelidae Latreille, 1802
- Megalopodidae Latreille, 1802
- Orsodacnidae